# Djupa andetag
Djupa andetag är ett musikalbum av Anni-Frid Lyngstad, släppt 1996 och producerat av Anders Glenmark. Albumet släpptes enbart i Skandinavien. 

## Historik
Albumet spelades in i Polar Studios i Stockholm och blev Lyngstads första album med nytt material sedan Shine 1984. Det är till dags dato hennes senaste album. Djupa andetag blev etta på svenska albumlistan.
Lyngstad frågade Agnetha Fältskog om hon ville spela in sången Alla mina bästa år som en duett, men Fältskog var orolig för att det skulle spridas rykten om en återförening av Abba och tackade därmed nej. Duetten spelades istället in med Marie Fredriksson.
Efter att Lyngstad läst Women who Run with the Wolves av Clarissa Pinkola Estes skrev hon sången Kvinnor som springer till albumet. Det är en av få sånger hon skrivit under hela sin karriär.
Albumets första singel var Även en blomma, som klättrade till plats 11 på svenska singellistan. Även Ögonen och Alla mina bästa år släpptes som singlar.

## Låtlista
1. Älska mig alltid - 4:35
2. Ögonen - 4.19
3. Även en blomma - 4:38
4. Sovrum - 3.48
5. Hon fick som hon ville - 4:36
6. Alla mina bästa år (duett med Marie Fredriksson) - 4:43
7. Lugna vatten - 3:29
8. Vem kommer såra vem ikväll? - 4.36
9. Sista valsen med dig - 5:30
10. Kvinnor som springer - 4:46

## Listplaceringar
| Lista (1996-1997) | Topplacering |
| ----------------- | ------------ |
| Finland           | 32           |
| Norge             | 17           |
| Sverige           | 1            |